# Де Вит, Мес
Мес Якобюс Вилхелмюс де Вит (нидерл. Mees Jacobus Wilhelmus de Wit; род. 17 апреля 1998, Весп, Северная Голландия) — нидерландский футболист, защитник клуба АЗ.

## Клубная карьера
Де Вит — воспитанник клубов «Весп» и столичного «Аякс». 25 августа 2017 года в матче против ситтардской «Фортуны» он дебютировал в Эрстедивизи за дублирующий состав последних. В 2018 году де Вит перешёл в лиссабонский «Спортинг». В 2020 году игрок на правах аренды выступал за испанский «Ориуэла». По окончании аренды Мес вернулся в «Спортинг», где начал выступать за дублирующий состав.
В 2021 году де Вит вернулся на родину став игроком ПЕК Зволле. 15 августа в матче против «Витесса» он дебютировал в Эредивизи. 30 октября в поединке против АЗ Мес забил свой первый гол за ПЕК Зволле.
Летом 2022 года де Вит перешёл в АЗ. 7 августа в матче против «Гоу Эхед Иглз» он дебютировал за новую команду. 18 сентября в поединке против «Аякса» Мес забил свой первый гол за АЗ.